# Пиени-Ийярви
Пи́ени-И́йя́рви (фин. Pieni Iijärvi) — озеро на территории Мийнальского сельского поселения Лахденпохского района Республики Карелия.

## Общие сведения
Площадь озера — 1,4 км². Располагается на высоте 88,0 метров над уровнем моря.
Форма озера продолговатая, сильно вытянутая на 6,5 км с юго-запада на северо-восток. Берега каменисто-песчаные, сильно изрезанные, в результате чего у озера много заливов.
Условно озеро поделено на четыре водоёма, связанных между собой протоками и проливом: первая часть, самая северо-восточная, связана со второй, более юго-восточной, широким проливом. Вторая часть связана с третьей узким проливом Хиерингинсалми (фин. Hieringinsalmi). Третья часть связана с четвёртой, самой юго-западной и самой длинной, длинной заболоченной узкой протокой.
С севера в озеро втекает река Ниванйоки (фин. Nivanjoki), вытекающая из озёра Матриярви.
Сток из озера осуществляется из второй части посредством короткой реки Репосалменйоки (фин. Reposalmenjoki), впадающей в озеро Исо-Ийярви.
В озере около десятка островов различной величины, рассредоточенных по всей длине водоёма.
Населённые пункты близ озера отсутствуют.
Код водного объекта в государственном водном реестре — 01040300211102000013025.